# Casdenodres
Casdenodres (llamada oficialmente San Salvador de Casdenodres) es una parroquia y un lugar del municipio español de La Vega, en la provincia de Orense, Galicia.

## Organización territorial
La parroquia está formada por una entidad de población:
- Casdenodres

## Demografía
Gráfica demográfica del lugar y parroquia de Casdenodres según el INE español:
| Gráfica de evolución demográfica de Casdenodres entre 2000 y 2023 |
|                                                                   |
| Datos según el nomenclátor publicado por el INE.                  |